# Préfecture d'arrondissements de Aïn Sebaâ-Hay Mohammadi
La préfecture d'Aïn Sebaâ-Hay Mohammadi est l'une des 8 préfectures d'arrondissement de Casablanca.
Cette préfecture, d'une superficie de 26,7 km2, comprend trois arrondissements : 

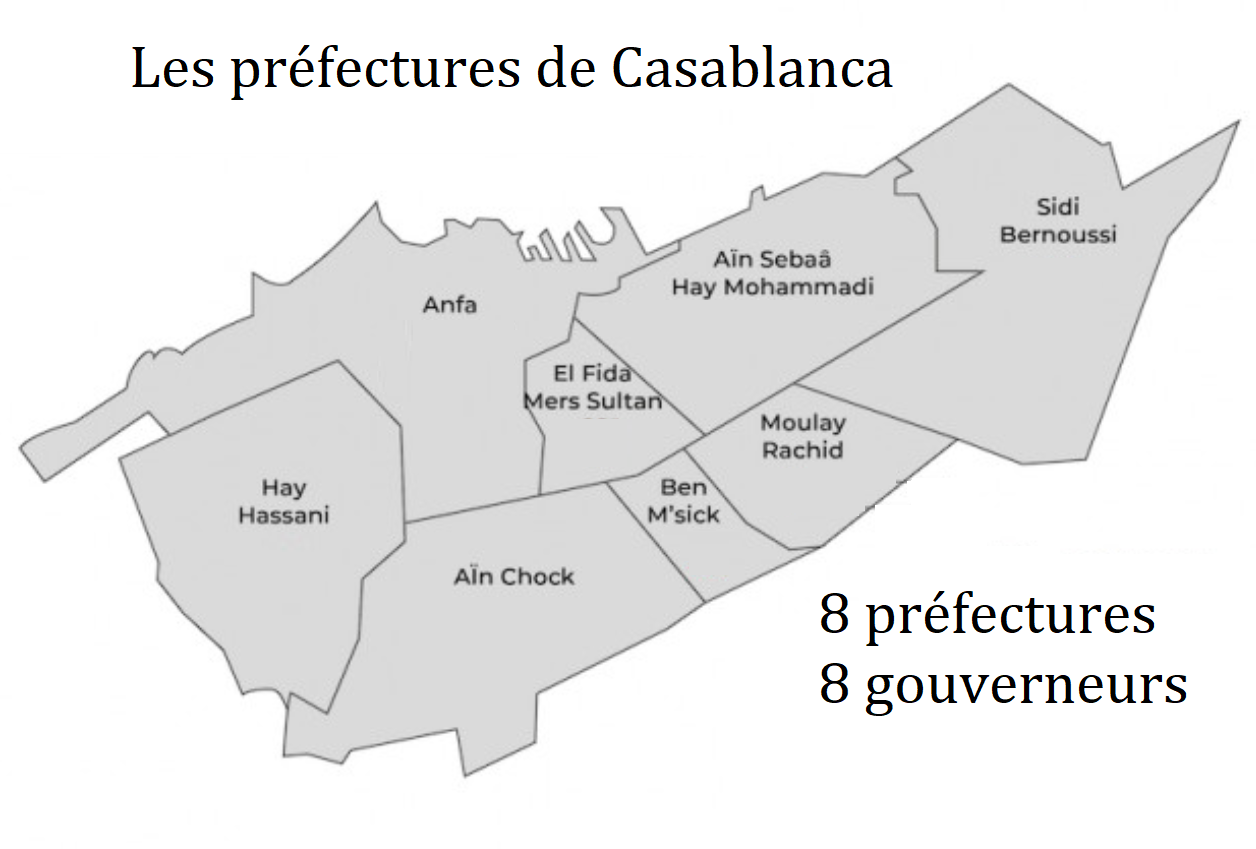

- Aïn Sebaâ (15,32 km2) d
- Roches-Noires (7,18 km2)
- Hay Mohammadi (4,2 km2)[1]

## Population

### Démographie
Sa population, passée de 413 168 à 416 300 habitants de 1994 à 2004 selon les recensements, a été estimée à 420 000 habitants en 2008, avec la répartition suivante entre ses arrondissements :
|               | 1994         | 2004         | 2008         |
| Aïn Sebaâ     | 139 323 hab. | 155 489 hab. | 156 871 hab. |
| Roches-Noires | 99 210 hab.  | 104 310 hab. | 105 237 hab. |
| Hay Mohammadi | 174 635 hab. | 156 501 hab. | 157 982 hab. |

### Éducation
Elle abrite plusieurs établissements de l'université Hassan II.

## Administration et politique

### Découpage administratif
Cette préfecture, d'une superficie de 26,7 km2, comprend trois arrondissements :
- Aïn Sebaâ (15,32 km2) dont le Président d'Arrondissement est Youssef LAHSINIA.
- Roches-Noires (7,18 km2) dont le Président d'Arrondissement est KARBAL NOUREDINE.
- Hay Mohammadi (4,2 km2)[1]  dont le Président d'Arrondissement est JKINI RACHID.